# Traipu
Traipu este un oraș în statul Alagoas (AL) din Brazilia.